# Hellelujah
Hellelujah è il sesto album in studio del gruppo musicale statunitense Drowning Pool, pubblicato nel 2016.

## Tracce
1. Push – 3:13
2. By the Blood – 3:27
3. Drop – 3:41
4. Hell to Pay – 4:01
5. We Are the Devil – 4:05
6. Snake Charmer – 3:47
7. My Own Way – 3:33
8. Goddamn Vultures – 3:53
9. Another Name – 3:41
10. Sympathy Depleted – 3:31
11. Stomping Ground – 3:40
12. Meet the Bullet – 4:00
13. All Saints Day – 4:19

Durata totale: 48:51

## Formazione
- Jasen Moreno – voce
- C.J. Pierce – chitarra
- Stevie Benton – basso
- Mike Luce – batteria